# Stiftskirche St. Johann (Regensburg)

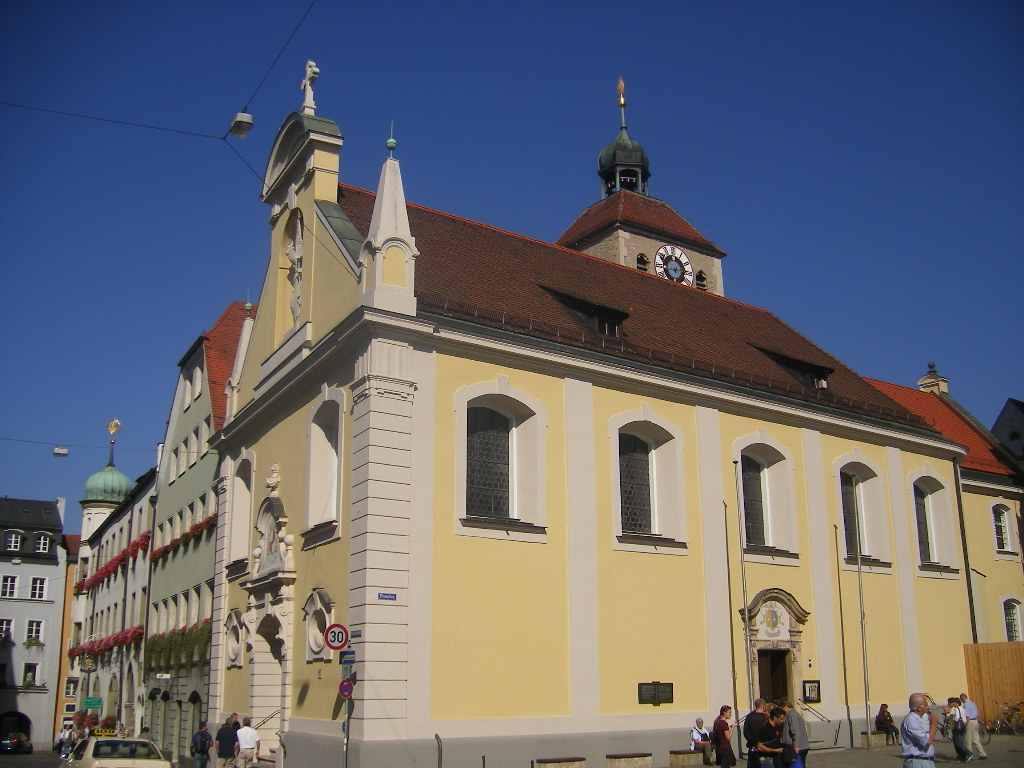
Außenansicht der Stiftskirche St. Johann in Regensburg von Südwesten

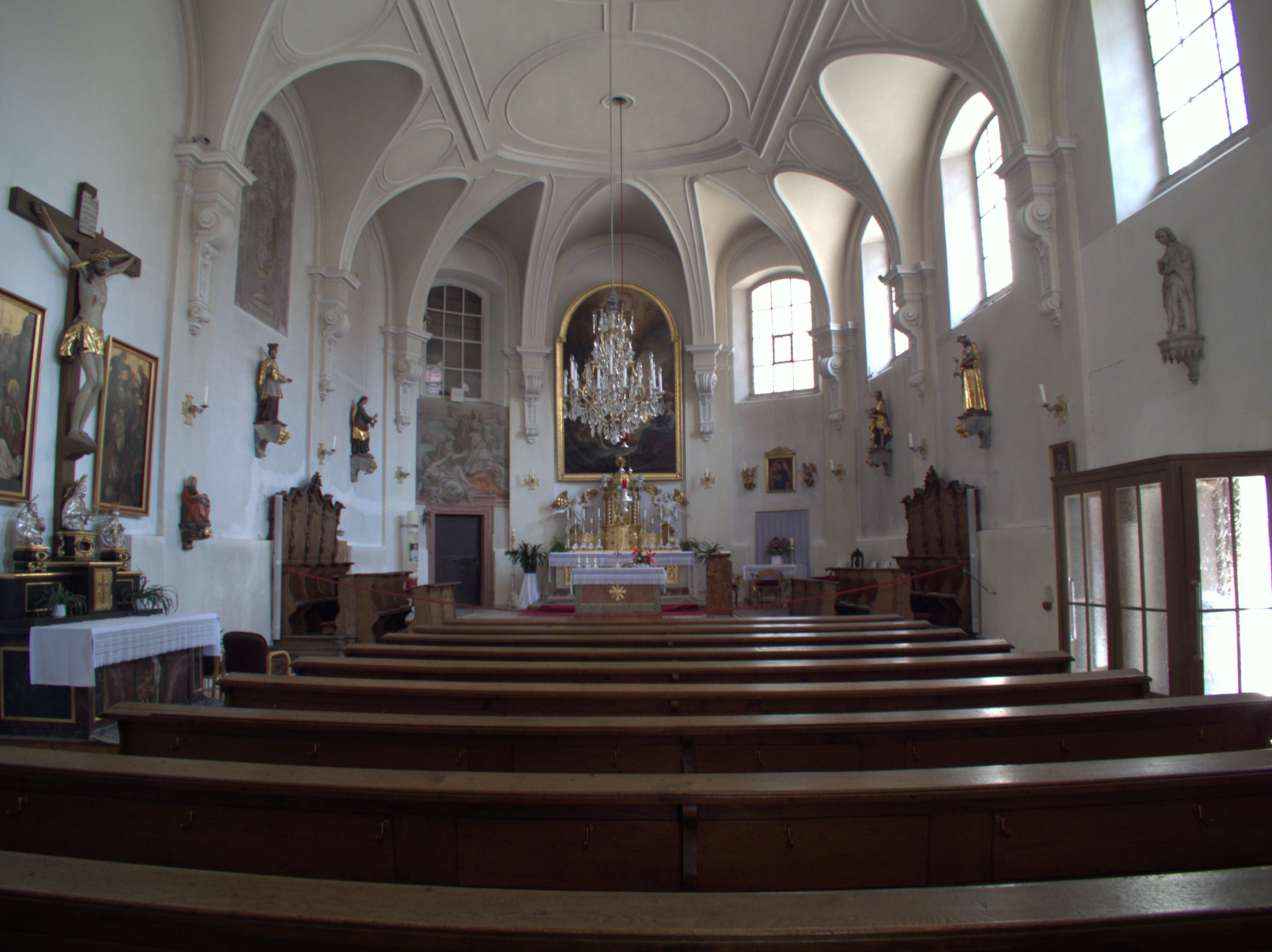
Innenraum

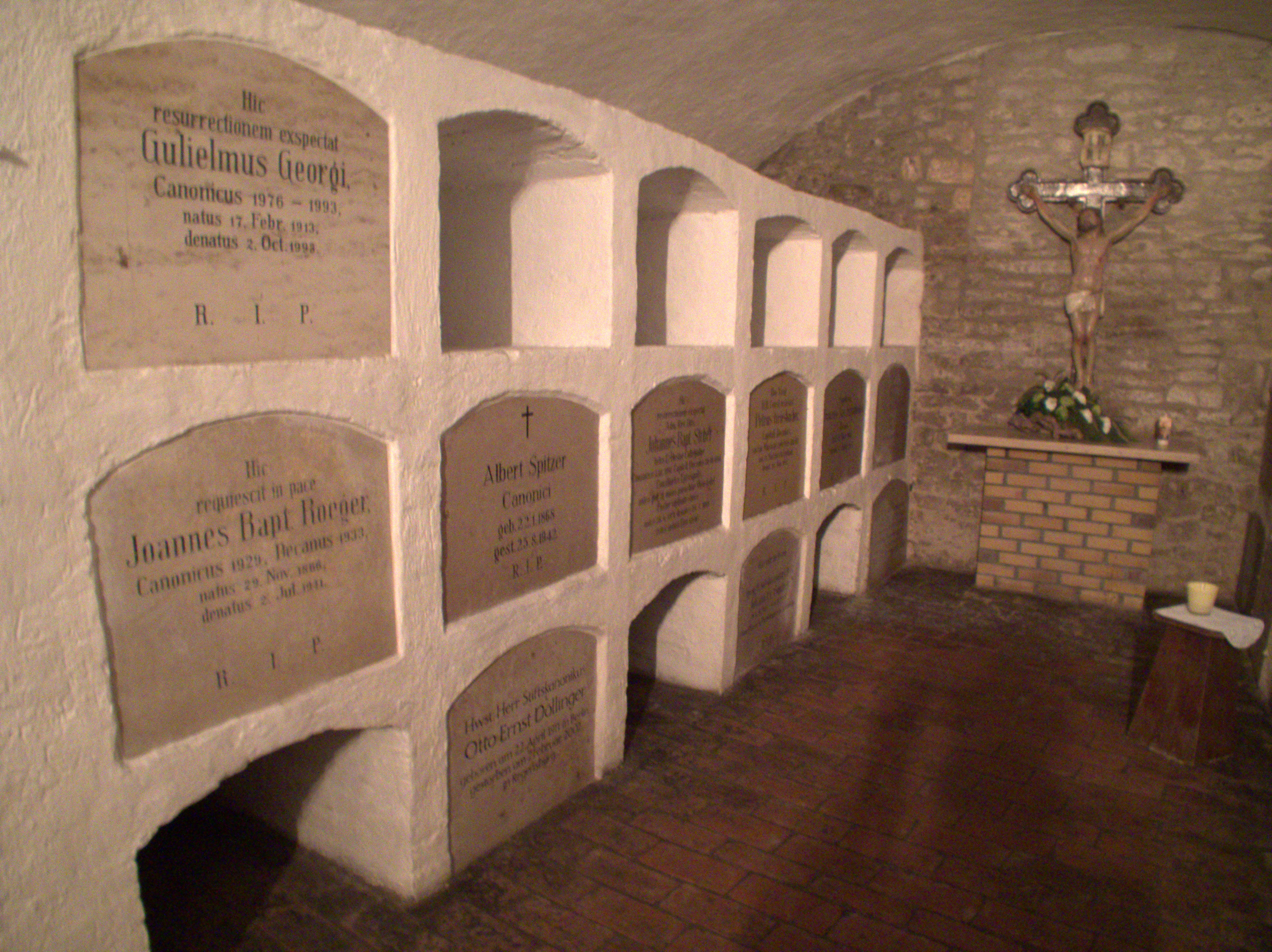
Kapitelsgruft unter dem Langhaus

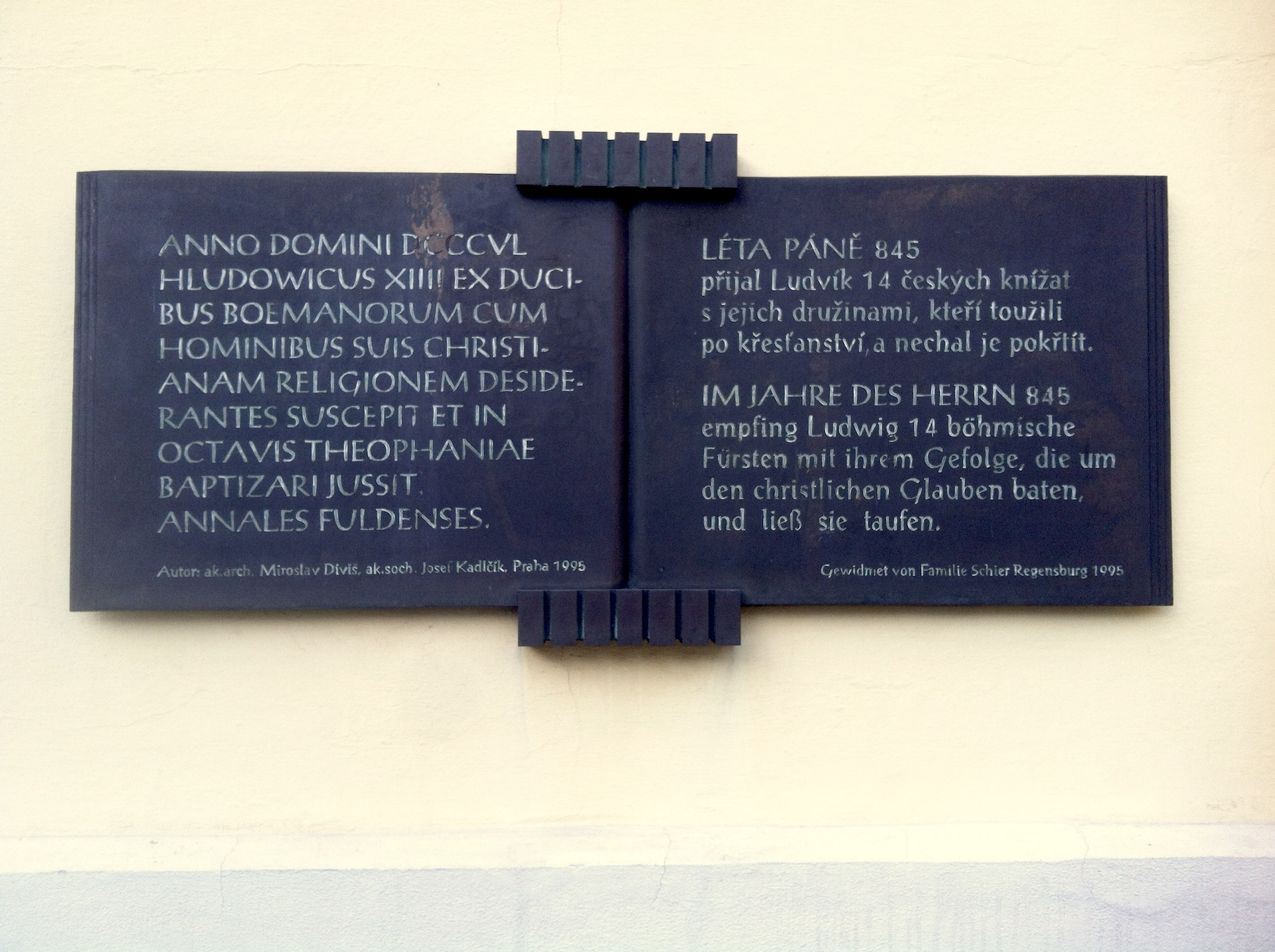
Gedenktafel an die Funktion als Taufkirche des Regensburger Domes

Die Stiftskirche St. Johann in Regensburg ist der geistliche Mittelpunkt des 1127 gegründeten Kollegiatstifts St. Johann. Sie ist den Heiligen Johannes dem Täufer (Gedenktag: 24. Juni) und Johannes dem Evangelisten (Gedenktag: 27. Dezember) geweiht. Das Gotteshaus befindet sich in unmittelbarer Nähe des Domes St. Peter am Krauterermarkt 5. Es liegt zwischen dem Domplatz im Süden und dem Bischofshof im Norden. Die Stiftskirche hatte im Laufe der Jahrhunderte eine wechselvolle Geschichte. Der ursprünglich ottonische Bau musste zugunsten einer Westerweiterung des Regensburger Domes abgetragen werden. So entstand, bereits an der Stelle der heutigen Kirche, ein gotischer Bau, der in den 1760er Jahren eine durchgreifende barocke Umgestaltung erfuhr. Nach einem Brand im Jahr 1887 wurde das Gotteshaus in neobarocken Formen wiederaufgebaut.

## Geschichte

### Vorgängerbauten
Die Stiftskirche St. Johann geht in ihren Wurzeln auf einen nicht mehr genau zu lokalisierenden Bau zurück, der als Taufkirche des alten Regensburger Domes diente. Deshalb wird die in den Fuldaer Annalen bezeugte Taufe von vierzehn böhmischen Fürsten am Oktavtag des Epiphaniefestes im Jahr 845 hier verortet. Daran erinnert seit 1995 eine Gedenktafel an der nördlichen Außenmauer der Kirche.
Durch Ausgrabungen in den Jahren 1859 und 1924/25 wurde der Bau aufgefunden, der zu Beginn des 11. Jahrhunderts gleichzeitig mit dem an den karolingischen Dom angefügten Westquerhaus entstand und mit diesem durch eine Atrium verbunden war. Die erste bekannte Johanneskirche erstreckte sich quer zum Dom und war nach Süden ausgerichtet. Ihre Länge entsprach etwa der Breite des Domes. Bereits um die Mitte des 11. Jahrhunderts war St. Johann bereits nicht mehr Taufkirche, wie aus einer Stadtbeschreibung hervorgeht, sondern möglicherweise Dompfarrkirche, was allerdings nicht eindeutig nachgewiesen ist. Die großen Stadtbrände Regensburgs in den Jahren 1152 und 1176 dürften nicht nur den Dom, sondern auch die Stiftskirche in Mitleidenschaft gezogen haben.
Um 1220 wurde das Atrium zwischen Johanneskirche und Dom erneuert. In der 1984/85 angelegten Bischofsgruft unter dem Dom sind von diesem Bau noch ein gut erhaltener Freipfeiler und mehrere Wandpfeiler zu sehen. Im 13. und 14. Jahrhundert baute man an die Johanneskirche mehrere Seitenkapellen an. Beispielsweise ist an der Südseite der Stiftskirche eine Nikolauskapelle bezeugt, die als frühgotische Rechteckkapelle ausgeführt war. Da deren Fundamente im Jahr 1859 unter dem Südturm des heutigen Domes gefunden wurden, weiß man, dass sie die gleiche Breite wie Stiftskirche besaß und mit dieser über eine Türe verbunden war.

### Abriss und Neubau der Stiftskirche im 14. Jahrhundert
Dem bereits um die Mitte des 13. Jahrhunderts begonnenen Neubau des Domes, bei dem die Bischofskirche stark nach Westen erweitert wurde, mussten die Stiftsgebäude und auch die Stiftskirche weichen. Obwohl die Nikolauskapelle 1325 noch vom Abriss ausgenommen wurde, trug man sie bald darauf dennoch ab, da dem Stift 1341 eine Ausgleichszahlung dafür zuerkannt wurde. Dem heiligen Nikolaus wurde als „Ersatz“ ein Altar in der Stiftskirche geweiht. Um diese Zeit stand jedoch auch die Stiftskirche bereits dem weiteren Baufortschrittes zum Ausbau der Westfassade des Domes im Wege. Über mehrere Jahrzehnte widersetzte sich das Stift dem Abriss seiner Stiftskirche – auch da es zur damaligen Zeit großen Einfluss besaß. Bischof Konrad VI. von Regensburg schrieb beispielsweise im Jahr 1369, dass St. Johann „im Ansehen unseres Bistums die zweite Kirche“ sei. Am 2. Juli 1380 wurde dennoch der Abriss der alten Stiftskirche gegen Errichtung eines Neubaus mit fünf Altären innerhalb von zwölf Jahren vereinbart wurde.
Der gotische Neubau der Stiftskirche war vermutlich bereits 1381 im Wesentlichen fertiggestellt. Dieser befand sich bereits an der Stelle der heutigen Kirche und war wie diese nach Osten ausgerichtet. Es handelte sich um eine zweischiffige Hallenkirche mit Flachdecke, deren südliches Seitenschiff im oberen Geschoss das Stiftsarchiv und den Kapitelsaal enthielt. Der Chor dieses Seitenschiffs diente wohl als Marienkapelle. An das nördliche Hauptschiff schloss sich das einschiffige Presbyterium an, über dem später der heutige Sakristeitrakt errichtet wurde. Die damalige Sakristei war nördlich in Richtung des Bischofshofes angebaut. Westlich davon erhebt sich der mächtige, quadratische Turm, der in der Barockzeit mit einer für Regensburg typischen Laterne bekrönt wurde. Wie am Turm sind auch an der Nordfassade noch Bruchsteinmauern aus dieser Bauphase erhalten.

### Umgestaltung im Zeitalter der Renaissance und des Barock
Im Jahr 1511 erhielt die Stiftskirche neue Figuren in einem Maß, das weit über die Vereinbarung von 1380 hinausging. 1538 baute Friedrich Pfannmüller aus Hirschau bei Amberg die bereits vorhandene Orgel um. 1628 erhielt der Turm eine Uhr mit einem Vierwochengangwerk, das sich bis heute in Betrieb befindet. Im gleichen Jahr goss Ulrich Deugner aus Regensburg zwei neue Glocken für die Stiftskirche, da im Jahr 1616 zwei Glocken wegen Dissonanz abgegeben worden waren. Laut einer Inschrift wurde um 1630 ein neues Altarretabel geschaffen, in das das spätgotische Tafelbild der „Schönen Maria“ von Albrecht Altdorfer aus der Zeit um 1520 eingesetzt wurde. Dieses befindet sich heute als Leihgabe im Diözesanmuseum in der nahe gelegenen Ulrichskirche. Außerdem wurde um 1630 unter dem damaligen Chor eine Gruft angelegt, die allerdings nie vom Kollegiatstift St. Johann genutzt wurde, sondern bis heute unter der Verwaltung des Bischofshofes steht. Zu dieser Zeit war die Stiftskirche von niedrigen Ladenbauten umgeben und durch eine Mauer, die bis ins 20. Jahrhundert bestand, mit dem Nordturm des Domes verbunden. Rund 100 Jahre später, also um 1730, erhielt die Stiftskirche eine neue Orgel, deren barocker Prospekt bis heute erhalten ist. Sie stammt wohl von Johann Konrad Brandenstein aus Stadtamhof. Deren  Für das Jahr 1737 sind Ausbesserungsarbeiten am Dach und an den Altären überliefert. 1758 schuf der Regensburger Bildhauer Simon Sorg ein Heiliges Grab für die Stiftskirche, das nicht erhalten ist.

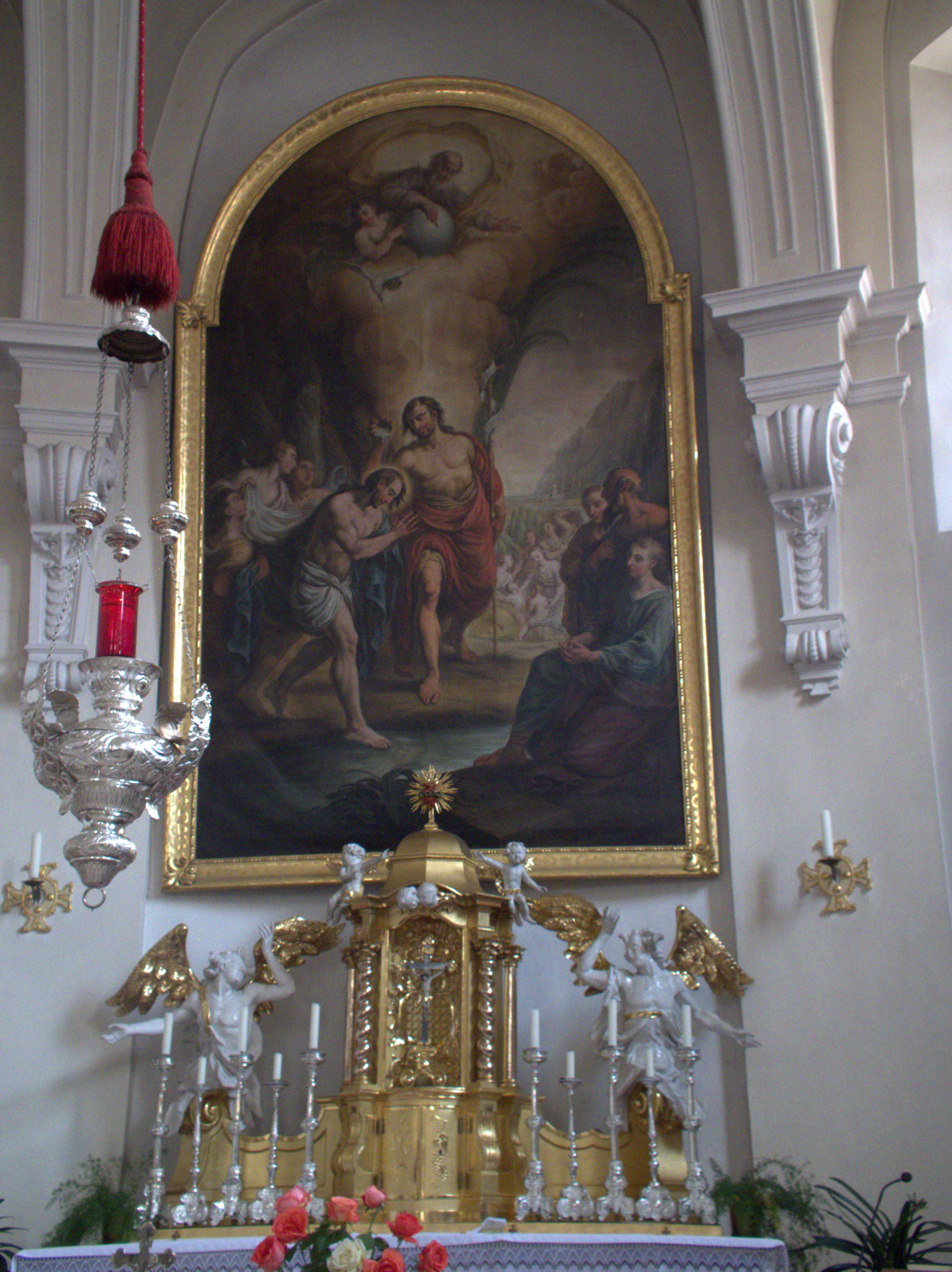
Heutiger Hochaltar mit dem Gemälde der Taufe Christi von Johann Nepomuk Schöpf (1769)

Von 1766 bis 1769 wurde die Stiftskirche durchgreifend umgebaut. Der gotische Bau wurde bis auf die Grundmauern niedergelegt. Die beiden Schiffe vereinigte man zu einem großen, einheitlichen Saal mit Flachdecke. Die Westfassade wurde dabei symmetrisch gestaltet, allerdings noch ohne den Ziergiebel. Der gotische Chor wurde durch eine Mauer abgetrennt und durch einen Zwischenboden zweigeschossig umgestaltet. Im unteren Stockwerk befindet sich seither die Sakristei; oben wurde der neue Kapitelsaal eingerichtet. Die 1698 wiederentdeckte Gruft auf der Westseite der Kirche wurde nun wieder für Bestattungen der Kanoniker geöffnet. Während auf eine Stuckierung verzichtet wurde, schuf der kurfürstlich-bayerische Hofmaler Johann Nepomuk Schöpf im Jahr 1768 zusammen mit seinen Gesellen drei prachtvolle Deckenfresken: die Enthauptung Johannes des Täufers, die Gründung und Erbauung der Stiftskirche St. Johann sowie Jakobs Traum. Außerdem schuf Schöpfs Werkstatt einige Wandgemälde, die zum Beispiel die Personifikation von Tugenden darstellten. Die Gemälde sind nicht erhalten.
Im Zuge des Totalumbaus wurde auch die Ausstattung teilweise erneuert. Das Altarblatt der Taufe Jesu für den neuen Hochaltar, das noch erhalten ist, stammt ebenfalls von Schöpf und entstand im Jahr 1769. Außerdem wurden am 22. Oktober 1769 durch den Regensburger Weihbischof drei Seitenaltäre zu Ehren der „Schönen Maria“, der Anna selbdritt und des heiligen Sebastian konsekriert. Auch das kunstvoll verzierte Chorgestühl, das wie verschiedene andere Bildhauerarbeiten von Johann Valentin Dirr aus Stadtamhof und Johann Ignaz Andres aus Obermünster ausgeführt wurde, stammt aus dieser Zeit. Außerdem verbrachte 1769 Michael Herberger aus Stadtamhof die Orgel seines Schwiegervaters Johann Konrad Brandenstein auf die neu erbaute Westempore der Stiftskirche.

### Restaurierung, Brand und Wiederaufbau im 19. Jahrhundert
Im Jahr 1835 wurden die drei Seitenaltarblätter restauriert. Von 1874 bis 1878 erfolgte eine mehrjährige Außen- und Innenrenovierung, bei der unter anderem die Wand- und Deckengemälde Schöpfs durch den Münchner Historienmaler Leopold Weinmayer wieder in ihren Originalzustand versetzt wurden. Außerdem schuf der Regensburger Schreiner Johann Kohlhaupt nach einem Entwurf des Landshuter Bildhauers Paul Weiß einen neuen Hochaltar und einen Kreuzaltar im Stile der Neorenaissance. Die Fassung der neuen Altäre besorgten die Gebrüder Goß, Maler und Vergolder aus Stadtamhof. Im Jahr 1882 erhielt die Kirche schließlich ein neues Orgelwerk von Johann Anton Breil.
Am 24. Juni 1887 brach im nördlich gelegenen Bischofshof ein Brand aus, der rasch auf die Stiftskirche übergriff und die Anstrengungen der kürzlich abgeschlossenen Renovierung weitgehend zunichtemachte. Der Turm brannte aus, Dachstuhl und Flachdecke wurden zerstört und die Orgel in Mitleidenschaft gezogen. In der Folge wurde im Zusammenhang mit anderen Abbruchmaßnahmen auf dem südlichen Domplatz sogar der Abriss der Stiftskirche zugunsten einer freieren Sicht auf die Westfassade des Doms mit ihren kürzlich fertiggestellten Türmen erwogen. Stattdessen beauftragte man 1888 den Architekten Bruno Specht mit dem Wiederaufbau. Während der Turm im alten Zustand wiederaufgebaut wurde, erfuhr der Kirchenraum einige Veränderungen und zeigt seither einen deutlichen neobarocken Einfluss. Beispielsweise wurde die Flachdecke im Innenraum durch eine Flachtonne mit Stichkappen ersetzt. Der Westfassade wurde ein Schaugiebel aufgesetzt, der eine Statue Johannes’ des Täufers des Stadtamhofer Bildhauers Friedrich Preckel enthält. Am 23. Juni 1890 wurde die Stiftskirche neu geweiht.

### 20. und 21. Jahrhundert
Die nächste Renovierungsmaßnahme wurde von 1926 bis 1931 durchgeführt. Dabei wurden Außenbau und Innenraum instand gesetzt, eine Heizung eingebaut und alle sechs Altäre restauriert. Auch eine Ausmalung des Gewölbes war angedacht, wurde jedoch nicht umgesetzt. In den Jahren 1957 bis 1959 erfolgte eine weitere Innenrenovierung. Dabei wurden Teile der Ausstattung, insbesondere Hochaltar und Kreuzaltar, purifiziert. Außerdem verschenkte man die unbrauchbar gewordenen Glocken aus dem 14. Jahrhundert zum Umguss an die Kirche St. Anna im Regensburger Stadtteil Großprüfening.
Im Jahr 1975 erfolgte eine Außenrenovierung, bevor 1976/77 konservatorische Arbeiten im Kircheninneren durch die Firma Hugo Preis aus Parsberg unter Aufsicht des Bayerischen Landesamtes für Denkmalpflege durchgeführt wurden. Dabei konnten die in Vergessenheit geratenen Wandfresken Schöpfs zum Teil freigelegt werden. Außerdem wurde im Obergeschoss der Sakristei eine Hauskapelle für die Kanoniker eingerichtet, die mit ehemaligen Seitenaltären der Stiftskirche ausgestattet wurde. Die Arbeiten waren pünktlich zum 850-jährigen Stiftsjubiläum im Jahr 1977 abgeschlossen. Im Jahr 1992 wurde in der Laterne des Turmes ein Glockenspiel mit 84 Melodien eingebaut, das seither viermal täglich ertönt. 1996 erfolgte die vorerst letzte Renovierungsmaßnahme. Dabei erhielt der Innenraum durch eine neue Farbgestaltung ein etwas freundlicheres Aussehen.
Im Jahr 2015 stiftete die Deutsche Hospitalité Notre Dame de Lourdes eine Blutreliquie des heiliggesprochenen Papstes Johannes Paul II.

## Architektur

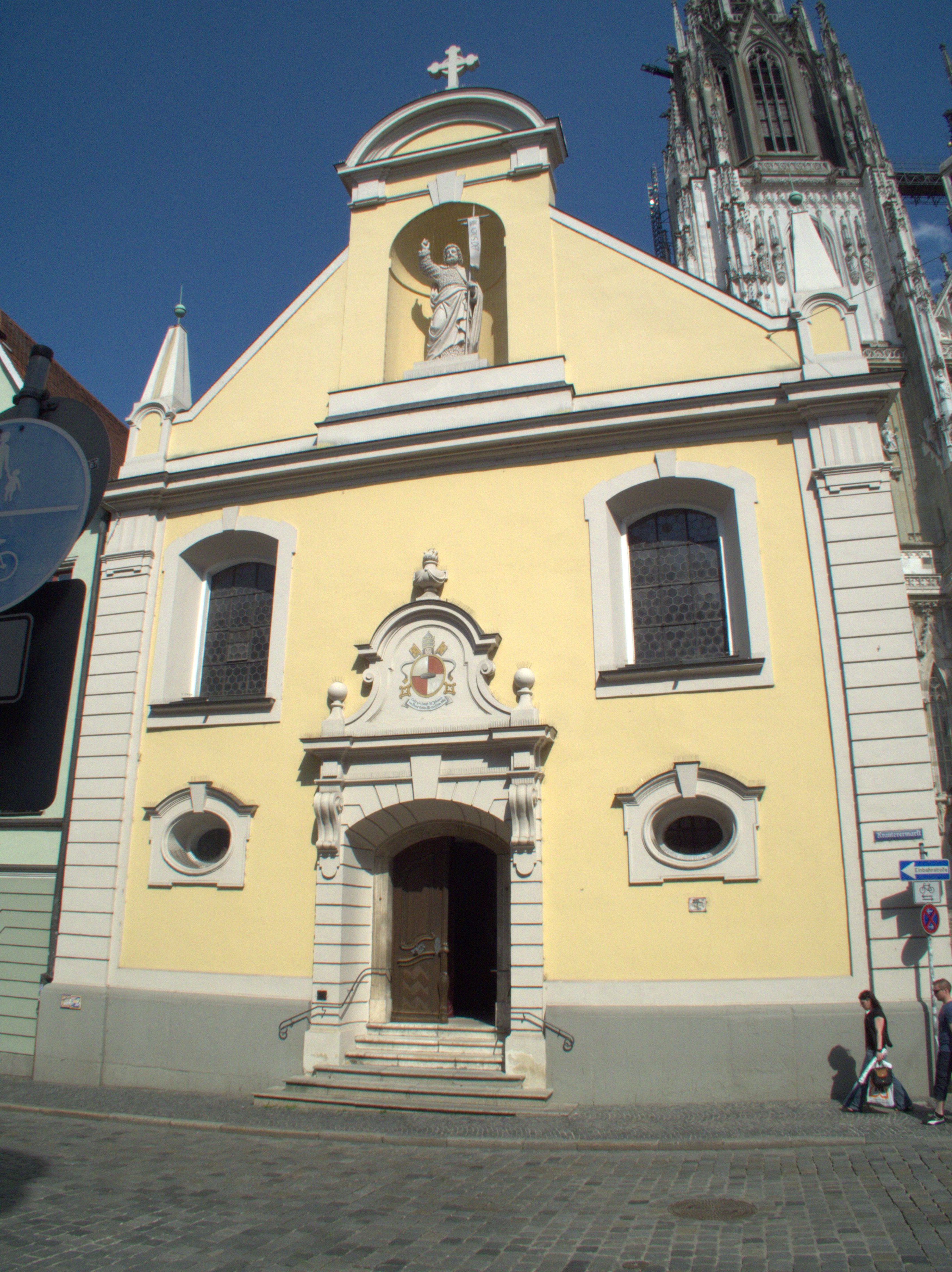
Westfassade, im Hintergrund der Nordturm des Domes

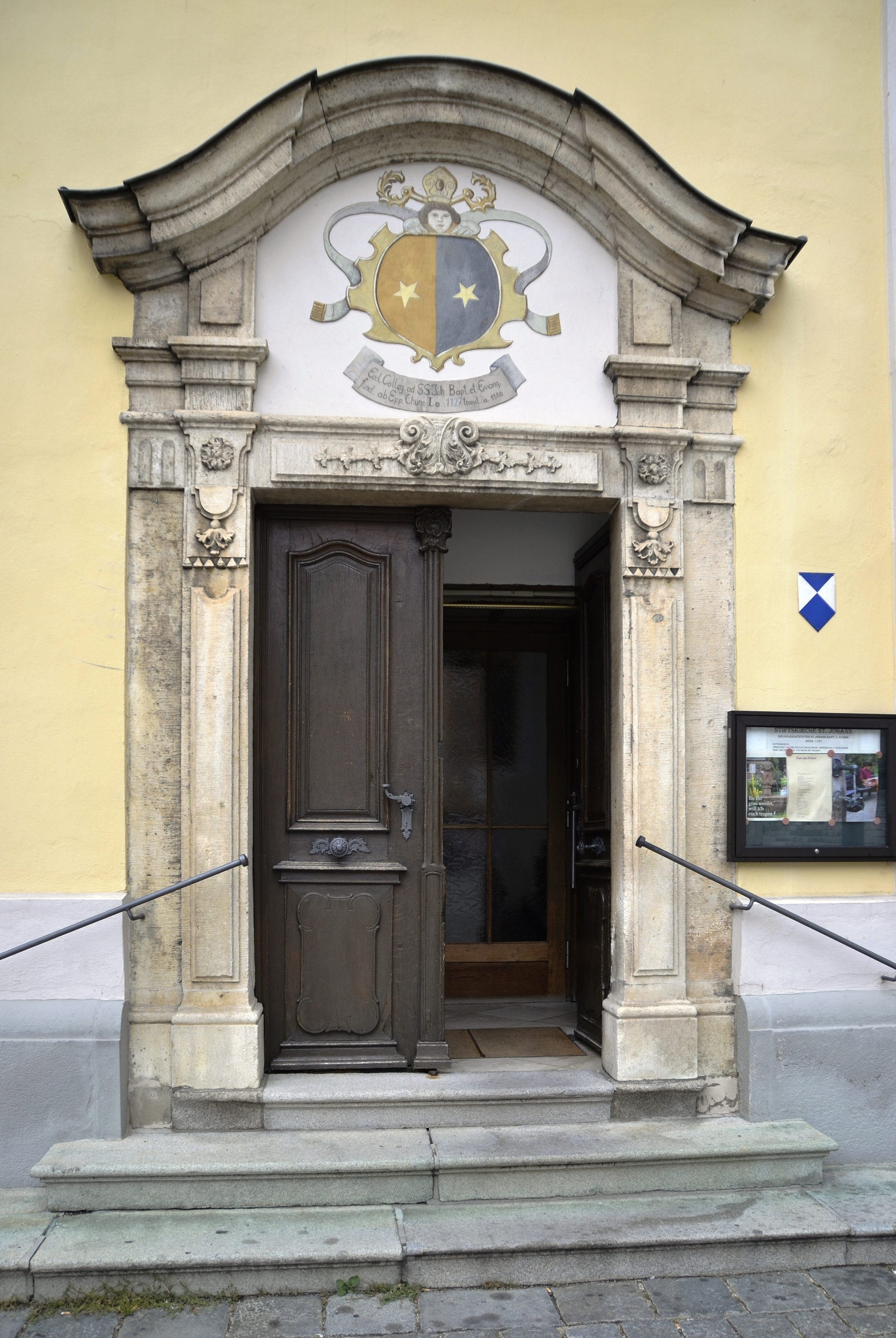
Südportal mit Wappen des Kollegiatstifts St. Johann

### Städtebauliche Einbettung
Nordwestlich des Domes St. Peter gelegen, begrenzt die Stiftskirche St. Johann den Domplatz auf der Nordseite und stößt mit ihrer Westfassade an den Krauterermarkt, der sich nach Norden in Richtung Donau zieht. Sie sticht insbesondere durch die gelb-graue Farbgebung ihrer Fassade hervor und ist in ihren Dimensionen dem benachbarten Bischofshof angeglichen, wobei sie sich seit dem Wiederaufbau Ende des 19. Jahrhunderts durch neobarocke Stilelemente gestalterisch von diesem abhebt. Aufgrund der dichten Bebauung in der Regensburger Altstadt sind nur die Süd- und Westseite der Stiftskirche frei von Anbauten.

### Außenbau
Als Schaufassade darf sicherlich die von rustizierten Ecklisenen gegliederte Westfassade angesehen werden. Mittig ist das ebenfalls von rustizierten Lisenen eingefasste Steinportal angeordnet, das von einem geschweiften Volutengiebel bekrönt ist. Dieser enthält das Wappen von Papst Urban III., der das damalige Augustiner-Chorherrenstift im Jahr 1186 unter seinen Schutz gestellt hat. Zu beiden Seiten des Portals befindet sich je ein kleines ovales Fenster; darüber je ein größeres, hochrechteckiges Fenster, das in Form eines Stichbogens abgeschlossen ist. Oberhalb eines Gesimses erhebt sich der im 19. Jahrhundert aufgesetzte, segmentbogige Ziergiebel, der von zwei Zierobelisken eingerahmt wird. In der ädikulaartigen Nische des Segmentgiebels befindet sich eine Statue des Kirchenpatrons Johannes des Täufers aus Donaukalkstein. Diese wurde 1889 von dem Bildhauer Friedrich Preckel aus Stadtamhof geschaffen.
Die Südfassade ist dagegen deutlich einfacher gestaltet. Sie zeigt deutlich die Gliederung des Kirchenbaus in fünf Joche und einen dreiseitigen Chorschluss. Die Jochtrennung erfolgt dabei durch grau getünchte Lisenen. In den dazwischen liegenden Wandfeldern sind hochrechteckige Stichbogenfenster eingesetzt. Im mittleren Joch befindet sich das Südportal, ein einfacheres Steinportal, das von zwei Pilastern eingefasst und von einem Schweifgiebel bekrönt wird, auf dem das Wappen des Kollegiatstifts St. Johann aufgemalt ist. An die Nordseite des Chorschlusses ist der nicht öffentlich zugängliche Sakristeitrakt angebaut. Östlich am heutigen Chorschluss befindet sich ein weiterer Anbau, in dem bis 1766 der Chor des gotischen Vorgängerbaus untergebracht war. Auch dieser ist nicht öffentlich zugänglich. In seinem Obergeschoss sind heute der Kapitelsaal und die Hauskapelle der Stiftskanoniker untergebracht.
Nördlich der Sakristei erhebt sich der gotische Turm, der nach dem Brand von 1887 weitgehend in den Formen des 14. Jahrhunderts wiederaufgebaut wurde. Der mächtige Turm aus grobem Bruchsteinmauerwerk erhebt sich über annähernd quadratischem Grundriss mit einer Kantenlänge von etwa sieben Metern. Den oberen Abschluss bildet eine in der Barockzeit aufgesetzte Laterne auf dem abgestumpften Pyramidendach, die von einer Turmkugel und dem in der Sonne glänzenden Bild der „Schönen Maria“ bekrönt wird. Letztere verweist auf das kostbare Tafelbild Albrecht Altdorfers, das sich im Besitz des Kollegiatstifts befindet. Zwischen Kirchenschiff, Turm und Nachbargebäude befindet sich ein kleiner Innenhof, der einen Blick auf das noch erhaltene gotische Bruchsteinmauerwerk der Kirchennordwand ermöglicht.

### Innenraum
Im Inneren präsentiert sich die Stiftskirche als ein lichter, einschiffiger Raum in der Art eines Kongregationssaals, wie zum Beispiel auch der Bürgersaal in München. Seit dem Wiederaufbau Ende des 19. Jahrhunderts wird der Saalraum von einem flachen Tonnengewölbe mit Stichkappen überspannt. Diese ruhen auf Volutenkonsolen an flachen Pilastern. Das Gewölbe wird von einfachen Stuckrahmen in Felder geteilt, die wohl ursprünglich für eine Bemalung vorgesehen waren. Im westlichen Langhausjoch ist eine Orgelempore mit geschweifter Brüstung eingezogen, die auf zwei rechteckigen Säulen ruht. Darunter befindet sich der Zugang zu der Gruft, die seit 1769 den Kanonikern als Grablege dient. Diese ist quer zum Langhaus der Stiftskirche angelegt.
An der Nordseite der heutigen Sakristei gelangt man über einige Stufen zur gotischen Sakristei hinunter, die gemeinsam mit der gotischen Stiftskirche im letzten Viertel des 14. Jahrhunderts entstand. Das gotische Kreuzrippengewölbe, das Schlusssteine mit Vierblattrosetten und Efeublättern besitzt, ist weitgehend in der Originalform erhalten.

## Ausstattung

### Altäre
Der heutige Hochaltar besitzt infolge der Purifizierung von 1957/59 keinerlei architektonischen Aufbau mehr und ist ein Konglomerat aus mehreren, ursprünglich nicht zusammengehörenden Stücken: dem 1878 neu gerahmten Altarblatt der Taufe Christi von Johann Nepomuk Schöpf aus dem Jahr 1769, einem Barocktabernakel, der aus der Pfarrkirche St. Laurentius in Alteglofsheim stammt, und zwei Anbetungsengeln, die zuvor im Kapitelsaal von St. Johann untergebracht waren.
Gegenüber dem Südportal befindet sich der Kreuzaltar, der in dieser Zusammenstellung ebenfalls 1957/59 entstanden ist. Das monumentale Kruzifix mit überlebensgroßem Korpus ist ein romanisierendes Werk aus der ersten Hälfte des 17. Jahrhunderts, das zuvor in der Sakristei untergebracht war. Es wird flankiert von zwei spätgotischen Tafelbildern aus dem Umfeld des Malers Jan Polack, die der Kanoniker Michael Helmberger 1899 stiftete. Wahrscheinlich stammen die Bilder aus dem Hochaltar der Wallfahrtskirche St. Wolfgang bei Velburg. Außerdem sind auf der Altarmensa drei versilberte Holzbüsten des Evangelisten Johannes (Mitte) sowie der Apostel Petrus (links) und Paulus (rechts) aufgestellt. Eine vierte dieser Büsten stellt Johannes den Täufer dar und ist momentan eingelagert.
Ebenfalls an der Nordwand ist der barocke Marienaltar angeordnet, der 1630 von dem Kanoniker Johann Hardinger gestiftet wurde. Im Zentrum ist eine qualitätvolle Rokokofigur der Maria Immaculata zu sehen, die ein frühes Werk des Regensburger Bildhauers Simon Sorg aus der Zeit um 1750 darstellt. Diese Statue ersetzte das Renaissance-Tafelbild der „Schönen Maria“ von Albrecht Altdorfer, das bei der Renovierung 1926/31 entnommen wurde und heute im Diözesanmuseum St. Ulrich zu sehen ist. Die Immaculata wird von Figuren der Apostel Petrus (links) und Paulus (rechts) flankiert.
Gegenüber auf der Südseite ist der Sebastiansaltar mit der Darstellung des Martyriums des namensgebenden Heiligen zu finden. Die beiden spätgotischen Seitenfiguren der Heiligen Stephanus und Nikolaus stammen aus der Zeit um 1480 und verweisen auf Altäre der Stiftskirche zu Ehren dieser Patrone, die bereits seit dem 14. Jahrhundert nachweisbar sind, aber heute nicht mehr bestehen.

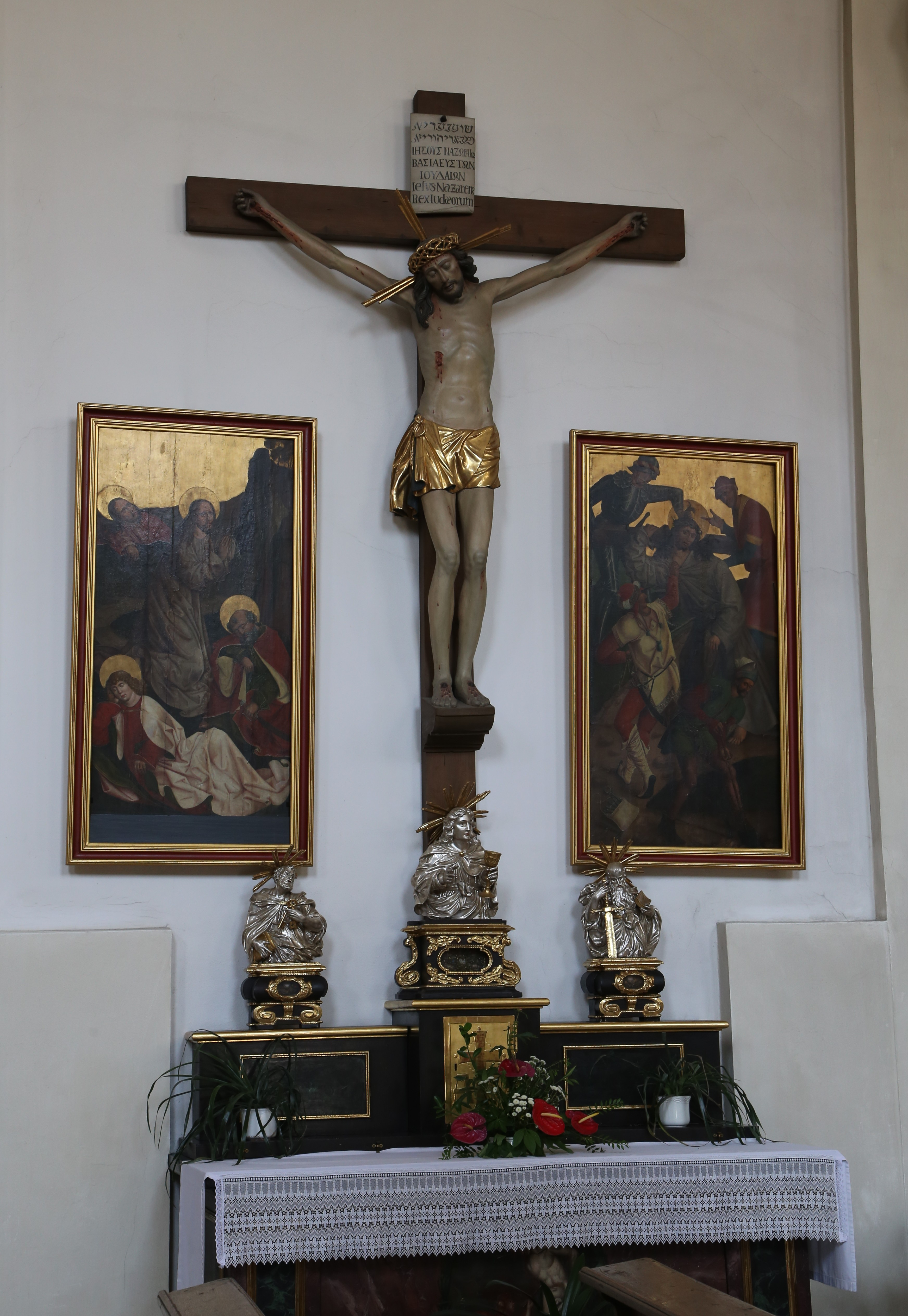
Kreuzaltar
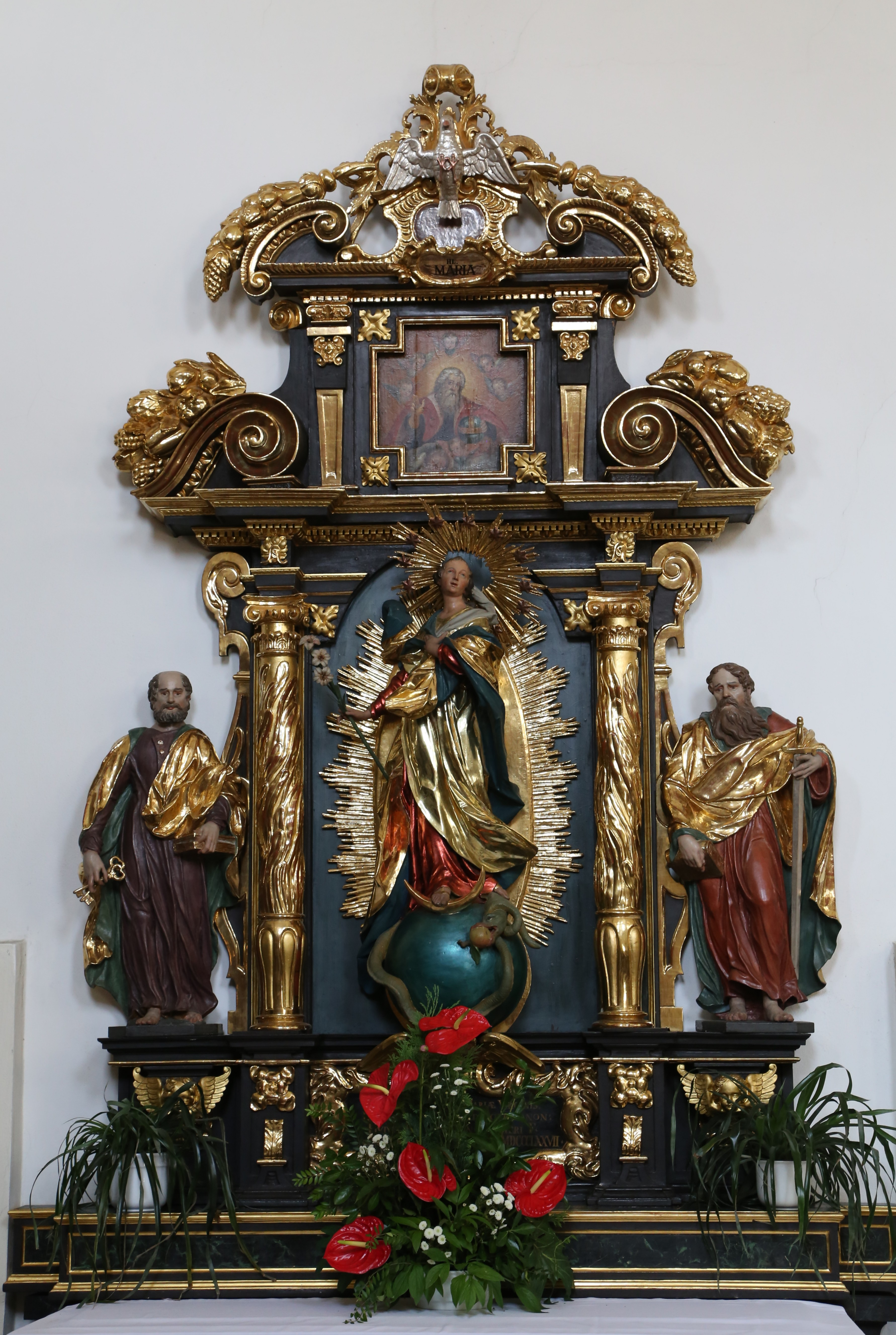
Marienaltar
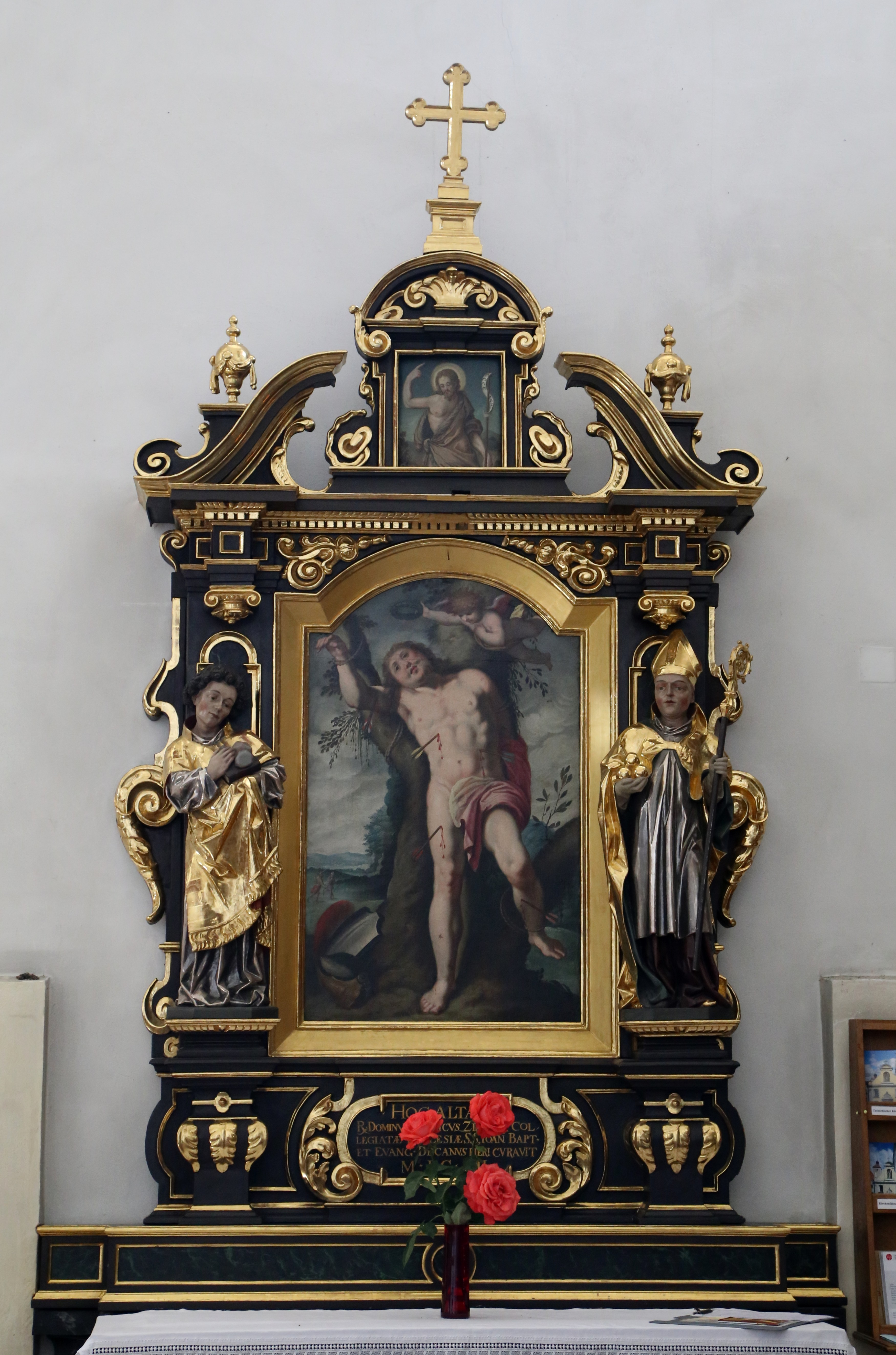
Sebastiansaltar

### Übrige Ausstattung
Zu beiden Seiten des Hochaltares befinden sich auf Konsolen Rokokofiguren der beiden Kirchenpatrone Johannes Baptist (rechts) und Johannes Evangelist (links) aus der Zeit um 1730. Eine weitere Figur des heiligen Johannes Nepomuk (links) stammt ebenfalls aus dem 18. Jahrhundert. Das eichene Chorgestühl mit schön geschwungenen Wangen und Sitzen entstand im Jahr 1769 nach einem Entwurf von Georg Christian Garri. Unter der Orgelempore sind Grabsteine von Kanonikern aus den Jahren 1634 bis 1761 angebracht. Damals wurden die Bestattungen in der Kirche, noch nicht in der Gruft vorgenommen. Über selbiger erinnert eine neobarocke Marmorgedenktafel von Georg Federl an die verstorbenen Kanoniker. Rechts neben dem Marienaltar ist auf einer Konsole eine 65 Zentimeter hohe Lindenholzgruppe der heiligen Mutter Anna mit Maria angebracht, rechts neben dem Kreuzaltar eine etwa gleich große Pietà. Diese Figurengruppen wurden 1899 von dem Kanoniker Michael Helmberger gestiftet. Die älteste Figur der Kirche befindet sich innen über dem Südportal. Sie stellt den Evangelisten Johannes dar und stammt noch aus der Erbauungszeit der gotischen Vorgängerkirche.
Zwischen Pietà und Chorgestühl befindet sich ein Foto des heiliggesprochenen Papstes Johannes Paul II. (* 1920, † 2005) und darunter, auf einem Sockel, ein Reliquiar mit einer Blutreliquie des ehemaligen Papstes. Dieses Reliquiar ist ein Werk des Pfreimder Bildhauers Engelbert Süss aus dem Jahr 2015. Das Bronzerelief auf der linken Seite zeigt die Grotte von Lourdes und die Widmung der Stifter („gestiftet von Deutsche Hospitalité Notre Dame de Lourdes“). Auf der rechten Seite sind Papst Johannes Paul II. und der Petersdom dargestellt. Im Jahr 2014 war die Stiftskirche St. Johann der Deutschen Hospitalité Notre Dame de Lourdes als Kongregationskirche übertragen worden.
Zahlreiche weitere Ausstattungsstücke, unter anderem ehemalige Seitenaltäre und Teile des wertvollen Kirchenschatzes, befinden sich in dem nicht öffentlich zugänglichen Teil der Kirche, bestehend aus Sakristei, Kapitelsaal und Hauskapelle.

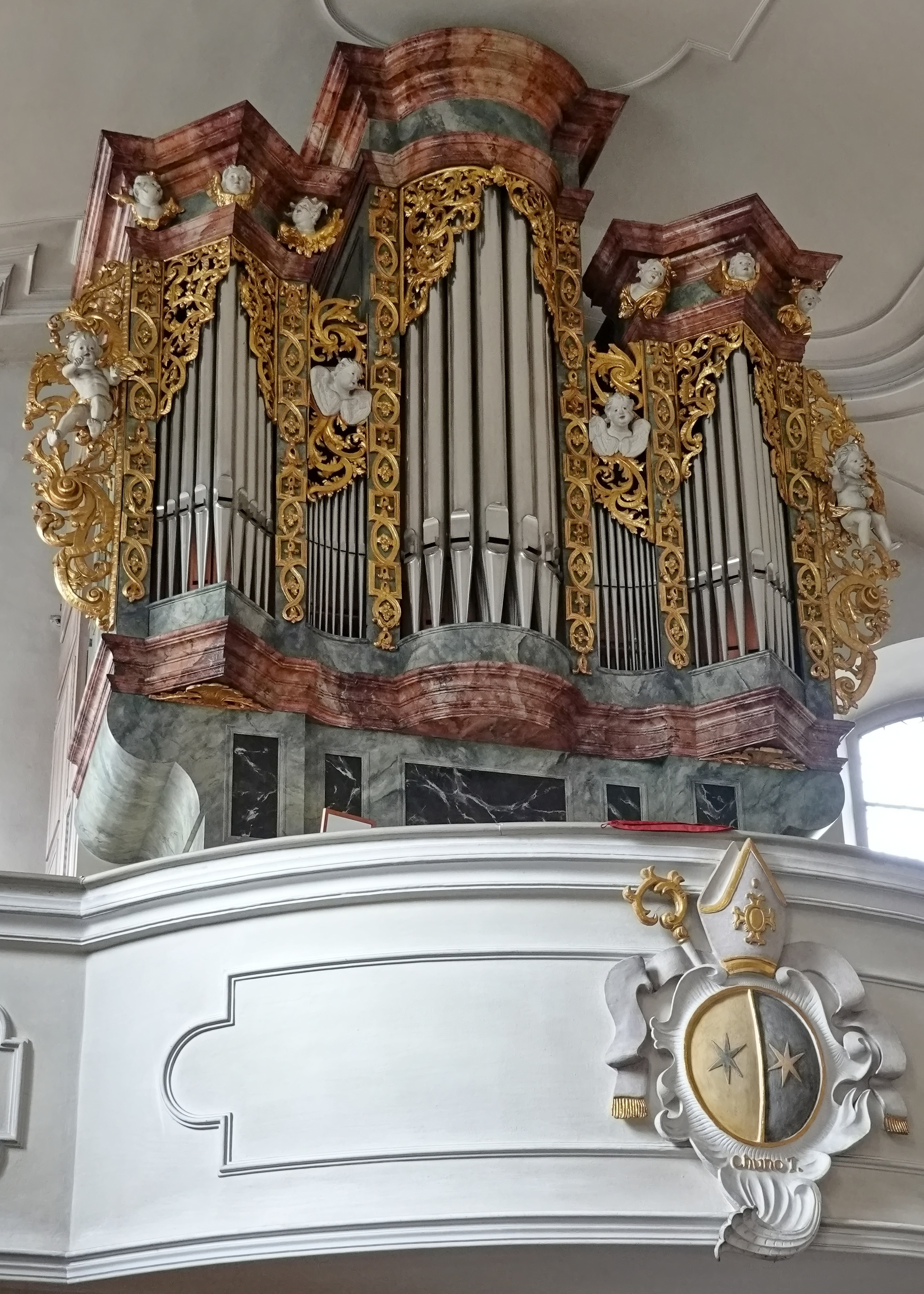
Orgelprospekt der Stiftskirche mit Schleierwerk

### Orgel
Die erste Orgel der Stiftskirche St. Johann wurde bereits vor 1512 von einem unbekannten Meister erbaut. 1538 ist ein Umbau der Orgel durch Friedrich Pfannmüller aus Hirschau belegt. Um 1730 erbaute vermutlich Johann Konrad Brandenstein aus Stadtamhof eine neue Orgel mit zwölf Registern auf einem Manual und Pedal. Deren mit Schleierbrettern verzierter Barockprospekt wird bis heute genutzt. 1769 wurde sie von Brandensteins Schwiegersohn Michael Herberger auf die neu errichtete Empore versetzt und 1835 von Johann Heinssen restauriert. 1882 baute Heinssens Werkstattnachfolger Johann Anton Breil in den Brandenstein-Prospekt ein neues Orgelwerk mit elf Register auf einem Manual und Pedal ein. Dafür wurde teilweise altes Pfeifenmaterial wiederverwendet. Dieses wurde 1927 von Eduard Hirnschrodt restauriert und 1953, wieder von Hirnschrodt, durch ein neues Orgelwerk mit nunmehr 15 Registern auf zwei Manualen und Pedal ersetzt. Hirnschrodt verwendete dafür teilweise altes Pfeifenmaterial. Bereits nach rund 50 Jahren musste das störanfällige Instrument durch einen Neubau der Firma Orgelbau Eisenbarth aus Passau ausgetauscht werden, der wieder in einem historischen Prospekt untergebracht werden konnte. Auch hierfür wurde teilweise altes Pfeifenmaterial wiederverwendet. Die neue Orgel umfasst 25 Register auf zwei Manualen und Pedal. Die Spieltrakturen sind mechanisch, die Registertrakturen mechanisch und elektrisch. Die Disposition lautet wie folgt:
| I Manual C–f3 |            |       |
| 1.            | Principal  | 8′    |
| 2.            | Bordun     | 8′    |
| 3.            | Gamba      | 8′    |
| 4.            | Salicional | 8′    |
| 5.            | Gedeckt    | 8′    |
| 6.            | Flöte      | 4′    |
| 7.            | Octav      | 4′    |
| 8.            | Quinte     | 2 ⁄3′ |
| 9.            | Mixtur III | 2′    |

| Pedal C–a |          |     |
| 10.       | Subbaß   | 16′ |
| 11.       | Octavbaß | 8′  |

- Koppeln: II/I, I/P, II/P, Sub II/I, Super II/I
- Spielhilfen: Piano, Tutti, Auslöser, 1 freie Kombination, Pianopedal an

Anmerkungen:
1. 1 2 3 4  Übernahme von der Brandenstein-Orgel aus der Zeit um 1730

| I Hauptwerk |               |       |
| 1.          | Schrägflöte   | 8′    |
| 2.          | Prinzipal     | 8′    |
| 3.          | Rohrpfeife    | 4′    |
| 4.          | Oktävlein     | 2′    |
| 5.          | Mixtur III–IV | 1 ⁄3′ |

| II Schwellwerk |                 |       |
| 6.             | Zartgeige       | 8′    |
| 7.             | Vox coelestis   | 8′    |
| 8.             | Holzgedeckt     | 8′    |
| 9.             | Flûte allemande | 4′    |
| 10.            | Prinzipal       | 4′    |
| 11.            | Gemshörnlein    | 2′    |
| 12.            | Sifflöte        | 1 ⁄3′ |
| 13.            | Trompete        | 8′    |

| Pedal |          |     |
| 14.   | Subbaß   | 16′ |
| 15.   | Oktavbaß | 8′  |

- Koppeln: II/I, I/P, II/P, Sub II/I, Super II/I
- Spielhilfen: Piano, Tutti, Auslöser, 1 freie Kombination, Pianopedal an

Anmerkungen:
1. 1 2 3 4 5 6  Übernahme von der Breil-Orgel von 1882

| I Hauptwerk C–g3 |                |                     |
| 1.               | Prinzipal      | 8′                  |
| 2.               | Schrägflöte    | 8′                  |
| 3.               | Gamba          | 8′                  |
| 4.               | Copel          | 8′                  |
| 5.               | Octave         | 4′                  |
| 6.               | Copel          | 4′                  |
| 7.               | Octave         | 2′                  |
| 8.               | Mixtur IV      | 1 ⁄3′               |
| 9.               | Cornettino III | 2 ⁄3′ + 2′ + 1 3⁄5′ |
| 10.              | Trompete       | 8′                  |

| II Schwellwerk C–g3 |                 |       |
| 11.                 | Holzgedackt     | 8′    |
| 12.                 | Salicional      | 8′    |
| 13.                 | Vox coelestis   | 8′    |
| 14.                 | Principal       | 4′    |
| 15.                 | Flûte allemande | 4′    |
| 16.                 | Gemshörnlein    | 2′    |
| 17.                 | Sifflöte III–IV | 1 ⁄3′ |
| 18.                 | Plein jeu IV    | 2′    |
| 19.                 | Oboe            | 8′    |
|                     | Tremulant       |       |

| Pedal C–f1 |           |     |
| 20.        | Subbaß    | 16′ |
|            | Zartbaß   | 16′ |
| 21.        | Octavbaß  | 8′  |
| 22.        | Choralbaß | 4′  |
| 23.        | Trompete  | 8′  |
| 24.        | Fagott    | 16′ |

- Koppeln: II/I, I/P, II/P
- Spielhilfe: Doppelregistratur mit Setzeranlage

### Glocken
In dem Turm ist ein historisches, dreistimmiges Geläut mit der Tonfolge a1–cis2–gis2 untergebracht. Die große und die kleine Glocke wurden im Jahr 1333 von einem Magister Cunrad de Marburch gegossen. Die mittlere Glocke (cis2) ist ein Geschenk von einer Kirche in Mittelfranken und wurde vermutlich um 1480 gegossen. Damit dürfte das Geläut zu den ältesten im Bistum Regensburg zählen.